# 租庇利街

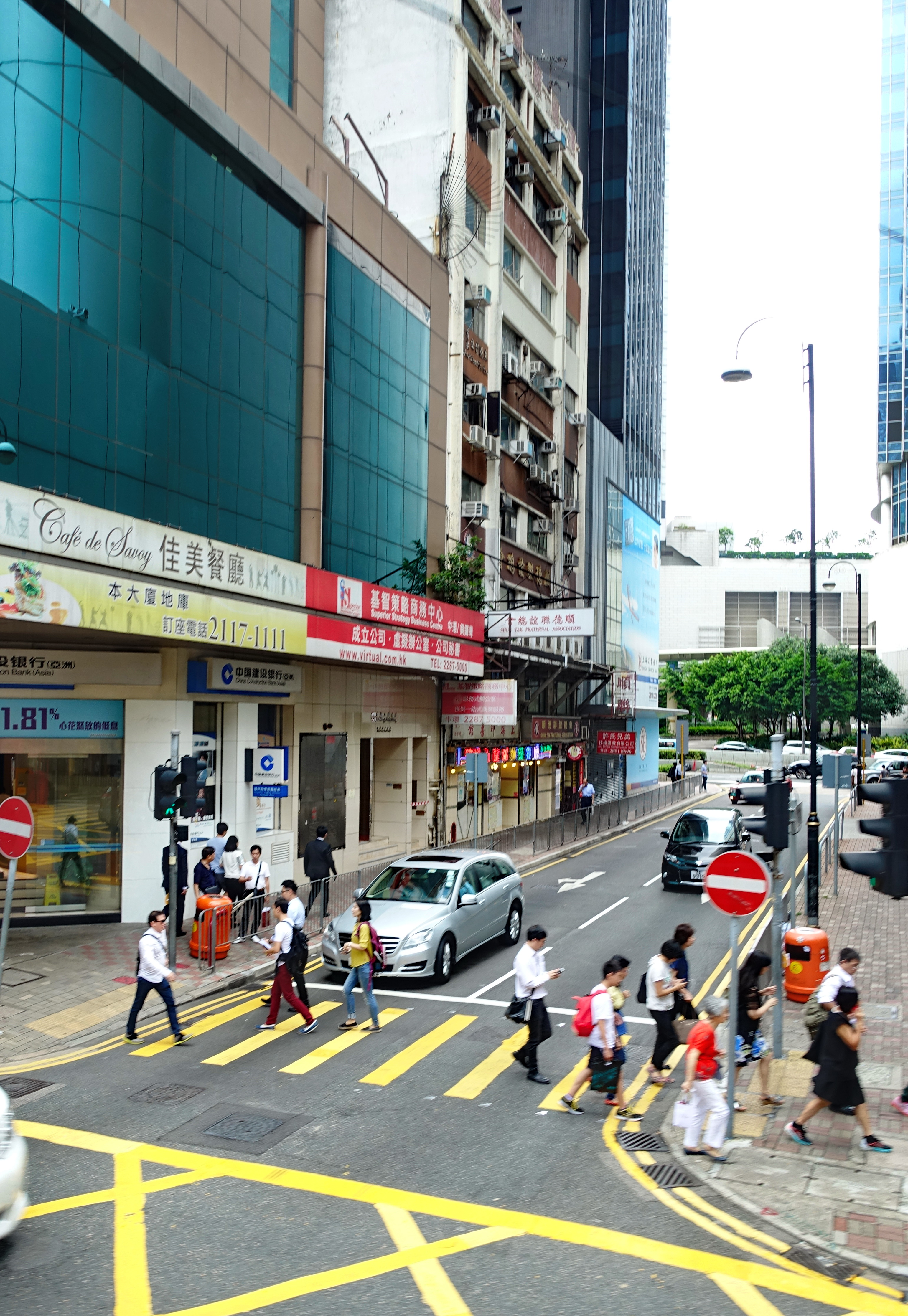
從德輔道中向東北方望租庇利街

租庇利街（英語：Jubilee Street）是香港島中環的一條街道，全長190米，是雙線單向由北至南行車，它不是巴士專線，所有車輛經此街道，可以由干諾道中上行到德輔道中，甚至上行到皇后大道中。
租庇利街的命名紀念1887年英國維多利亞女皇登基五十周年，其英文「Jubilee」是「金禧」的意思，金禧即五十周年。

## 位置
租庇利街的東邊是空置多時的兩層式建築物中環街市，它的西邊鄰近香港中環中心，而它的東北面是中環的恆生銀行總行大廈。

## 外部連結
- 租庇利街地圖 （页面存档备份，存于）